# Уолтър Кьониг
Уолтър Марвин Кьониг (първите две имена на английски, фамилията на немски: Walter Marvin Koenig) е американски актьор от немски произход, роден на 14 септември, 1936 г. в Чикаго, Илинойс. Той е известен с ролите си в научнофантастичните сериали Стар Трек: Оригиналният сериал и Вавилон 5, както и в редица филми от поредицата Стар Трек на Джин Родънбъри. Кьониг има две номинации за „награда Сатурн“ за участията си в продукциите Стар Трек: Гневът на Хан и Стар Трек: Пътуване към вкъщи.

## Филмография
- „Стар Трек: Боговете и хората“ (2007)
- „Диагноза убийство“ (1998)
- „Вавилон 5“ (1994 – 1998)
- „Стар Трек: Космически поколения“ (1994)
- „Стар Трек: Неоткритата страна“ (1991)
- „Стар Трек: Последната граница“ (1989)
- „Стар Трек: Пътуване към вкъщи“ (1986)
- „Стар Трек: В търсене на Спок“ (1984)
- „Стар Трек: Гневът на Хан“ (1982)
- „Стар Трек: Филмът“ (1979)
- „Коломбо“ (1976)
- „Стар Трек: Оригиналният сериал“ (1967 – 1969)